# Хронологија радничког покрета и КПЈ 1938.
| претходна целина: ◄ 1920—1929. |                              |
| Хронологија радничког покрета и Комунистичке партије Југославије током 1930-их 1930. 1931. 1932. 1933. 1934. 1935. 1936. 1937. 1938. 1939. | следећа целина: 1940—1949. ► |

Хронолошки преглед важнијих догађаја везаних за Раднички покрет Југославије и Комунистичку партију Југославије (КПЈ), као и општа политичка дешавања која су се догодила у Краљевини Југославији током 1931. године.
| Јануар Фебруар Март Април Мај Јун Јул Август Септембар Октобар Новембар Децембар |

## Јануар

### 17. јануар
- У Берлину, канцелар Трећег рајха Адолф Хитлер примио председника Владе Краљевине Југославије Милана Стојадиновић, који је боравио у посети Немачкој. Хитлер је од тврдио да на Балкану има само економске интересе и тражио да Југославија буде мирна и пристане на политику попуштања и сарађивања са Силама Осовине.[1]

### 21. јануар
- У Паризу одржан састанак ЦК КПЈ, коме су присуствовали Јосип Броз Тито, Родољуб Чолаковић, Сретен Жујовић, Иван Крндељ и Прежихов Воранц, на коме је прихваћено писмо Коминтерне од 17. децембра и закључено да руководство КПЈ ради до разрешења, а да главну одговорност за рад сноси Тито. На састанку је усвојен извештај Родољуба Чолаковића о стању у земљи, одакле се вратио неколико дана раније и донета одлука да Тито обавести Коминтерну о антипартијском и фракционашком раду Ивана Марића и Лабуда Кусовца.[2]

## Фебруар

### 7. фебруар
- У Москви, у току „стаљинових чистки“, ухапшен Филип Филиповић (1878—1938), један од оснивача КП Југославије, њен секретар од јуна 1919. до августа 1920. и дугогодишњи члан њеног најужег руководства. Он је 1932. повучен из политичког живота, након чега је живео у Москви, где се бавио научно-публицистичким радом и предавао на Катедри за лењинизам на КУМНЗ. Био је ухапшен под оптужбом да је учесник троцкистичко-диверзантских терористичких организација и да се бавио пропагандом троцкизма, али како никада није био „троцкиста” претпоставља се да је ухапшен због негодовања поводом хапшења и стрељања старих бољшевика попут Зиновјева и Бухарина. Почетком априла је на монтираном суђењу осуђен на смрт и потом стрељан. Рехабилитован је 3. октобра 1957. одлуком Врховног суда Совјетског Савеза.

## Март

### 12. март
- Трећи рајх извршио „аншлус” прикључење Аустрије. Одмах по прикључивања, нацисти су започели са низом дискриминаторских мера према мањинама, међу којима и Корушким Словенцима. Након аншлуса, у Бечу је био угашен пункт КПЈ, који је тамо деловао.[3]

## Септембар

### 11. септембар
- У Никшићу, организована прослава шесдесетогодишњице ослобођења од Турака, током које је централна свечаност била отварање железничке пруге Никшић—Билећа, на железничкој станици Никшић. Према раније договору, пругу је трбало да отовори председник Владе Милан Стојадиновић, а ова свечаност је требала да политика манифестација снаге Југословенске радиклане заједнице у Црној Гори, пред претстојеће децембарске изборе. На дан отварања пруге, испред железничке станице у Никшићу окупило се више хиљада људи, који су скандирањем и узвикивањем парола против Владе и владајућег режима, онемогућили Стојадиновића да говори, чиме се спонтани дочек претворио у масовне демонстрације против режима експоатације, социјалног и националног угњетавња, које нису могле да спрече ни јаке полицијске снаге, за ову прилику доведене из читаве Зетске бановине. Стојадиновић је потом прешао у зграду гимназије, са чијег је балкона својим присталицама одржао планирани говор, док се окупљеним грађанима испред железничке станице обратио Марко Вујачић, народни посланик Земљорадничке странке, родом из Никшића. Чланови Комунистичке партије Југославије, активно су са другим опозиционим странкама, учествовали у окупљању народа и онемогућавању Стојадиновићог говора.[4]

## Децембар

### 11. децембар
- Одражни избори за Народну скупштину Краљевине Југославије (седми и последњи избори у Краљевини Југославији), на којима је од 4.080.286 бирача гласало њих 3.039.041 (74,48%). Опозиција је и даље била незадовољна изборним законом, који је остао непромењен од 1931. и поново је иступила у заједничкој коалицији — „Блок народног споразума“. Носилац листе удружене опозиције био је Влатко Мачек, а носилац владине листе (Југословенска радикална заједница), био је председник Владе Милан Стојадиновић. На изборима је учествовала и профашистичка организација ЗБОР Димитрија Љотића. Резултат избора био је следећи — „Владина листа“ освојила је 1.643.783 гласова (54,08%) и 306 мандата, а листа „Уједињене опозиције“ 1.364.527 гласова (44,9%) и 67 мандата, пошто је изборни закон фаворизовао листу која освоји просту већину гласова). Народна скупштина формирана након избора, била је суспендована одлуком Намесништва, након потписивања Споразума „Цветковић-Мачек“, 26. августа 1939. године.[5]

| Јануар Фебруар Март Април Мај Јун Јул Август Септембар Октобар Новембар Децембар |